# サンフランシスコ統一学区

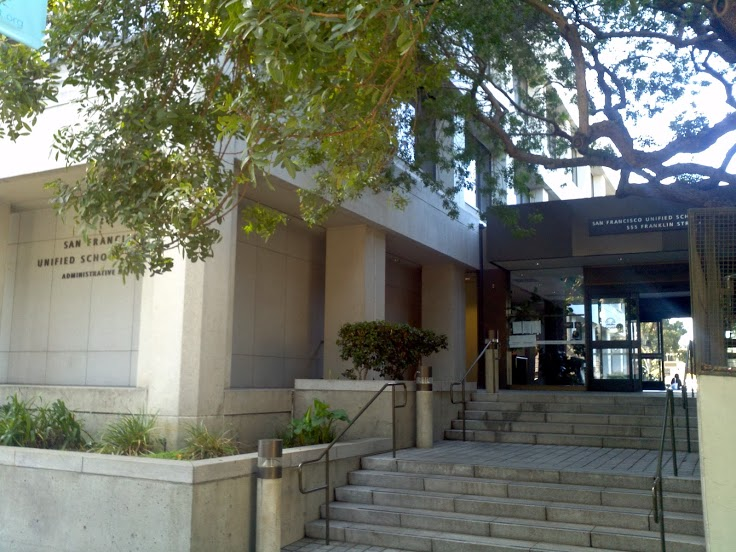
サンフランシスコ統一学区本社

サンフランシスコ統一学区（サンフランシスコとういつがっく、San Francisco Unified School District, SFUSD）は、1851年に設立された、アメリカ合衆国カリフォルニア州サンフランシスコ唯一の公立学校統一学区である。日本語ではサンフランシスコ統合学区ともいう。1851年に設立された、カリフォルニア州で最初の公立学校区でもある。現在の学区長（Superintendent）は、Richard A. Carranzaである。

## 概説
サンフランシスコ統一学区は、サンフランシスコ教育委員会が管理していて、55,500名の生徒に対して160の学校施設のサービスを行っている。SFUSDには、その区域内の学校を選択するシステムがあり、入学希望者は学校選択出願書（即ち、入学願書）を提出する。毎年秋になるとSFUSDはその区域のすべての学校について生徒の家族が理解できるような学校博覧会（入学フェア）を開催する。2012年-2013年の入学フェアは2011年11月5日に開催された。Calfee School Guideは最初のカリキュラムに基づいた非営利的なプログラムであり、生徒はそれで自分の高校を選択することができる。
連続して6年の間、SFUSD内の高校は、カリフォルニア標準テスト（CST)において他の7つのカリフォルニア州学校区域より良い成績を収めた。2007年には、ニューズウィークのアメリカの最良の高校のランキングにおいて、SFUSD校区内の７つの高校が全国最良高校の上位から5%の中に入っていた。2005年には2つのSFUSD内の高校が、Blue-Ribbon Schoolとして連邦政府から認定された。この制度は、40%以上の生徒が不利な境遇にある学校で、優秀な成績を収めた学校を表彰するアメリカの制度であり、その制度で表彰された。

## 生徒の入学
SFUSDは以前は人種に基づく入学システムを採用していた。1983年にNAACP、全米黒人地位向上協会はその学区を裁判所に訴えて、いかなる人種もある一つの学校において45%以上の構成となってはいけないという裁定を得た。当時はその学区では白人と黒人が最大数の人種であった。
1999年に終了する5年の期間にSFUSDの中ではアジア系、ラテン系の生徒は最大の人種であった。1994年には、数名の中国系の生徒があまりにも多いというので入学を拒否されたので、中国系の父母はこのシステムは人種差別を助長すると訴えた。1998年5月15日に中国系米国人は連邦にこのシステムは人種差別を助長するので止めるべきだと訴えた On Wednesday April 15, 1998, the Chinese-American group asked a federal appeals court to end the admissions practice.。このシステムの下で、サンフランシスコで最も名声が高いローウェル高等学校（Lowell High School）へ入学するためには、中国系の生徒は他の民族集団の生徒よりも高得点をとらなければならなかった。
1998年、連邦控訴裁判所によって、民族性に基づく基準を廃止するべきではないが、SFUSD にはなぜなぜ地域で最も名声のある高校への入学について中国系がより高い得点を要求されること正当なのかを説明する必要がある、とする決定が下され、学校区には、1999年から2000年の学年暦に行なわれる裁判の間に、学校ごとに残る民族性の基づくセグリゲーション（各民族ごとの地域的な集住、地域による分布の不均衡）を解決するには民族性に基づく入学者の調整しか対処法がないことを証明しなければならない、とする判断を下した。1999年2月16日、中国系の父母側の弁護士が、従前の人種に基づく入学システムを排した解決策に学区が合意したと公表したが、これは合衆国地区判事ウィリアム・オリック (William Orrick) がこの公式発表を予定していた日の前日のことであった。その後、学区は、人種をひとつの要素として含む「多様性インデックス」の導入を計画したが、1999年12月にオリック判事は、これを憲法違反として斥けた。オリック判事は、人種の要素を盛り込まない提案を再提出するか、中国系父母との合意を踏まえた案を提出するように命じた。2000年1月、学区は、人種を入学に考慮する要素から除くことに合意した。2007年、合衆国最高裁判所はK-12高校において人種を入学の要素としてはならないと裁定した。
- K-12（ケースルートゥエルブ、kay-through-twelve）あるいはK12（ケートゥエルブ）とは、「幼稚園（KindergartenのK）から始まり高等学校を卒業するまでの13年間の教育期間」のことである。

2007年現在、SFUSDの入学に決定的な要素は、人種には拘わらない見地（race-neutral aspects）などで、例えば生徒の家族の社会経済的ステータスなどである。しかし地元のKGOテレビ局のLyanne Melendezは2007年に 地方裁判所やSFUSDは人種を考慮しない要素は、サンフランシスコの場合、全然役にたっていないと評した。

## Secondary Schools

### 高等学校

#### 総合高等学校
- Balboa High School
- Galileo Academy of Science and Technology
- Lowell High School
- Mission High SchoolComprehensive schools
- Abraham Lincoln High School
- Balboa High School
- Galileo Academy of Science and Technology
- George Washington High School
- John O'Connell High School of Technology
- Mission High School
- Phillip & Sala Burton High School (located at the former Woodrow Wilson High School campus)
- Raoul Wallenberg Traditional High School (located at the former Anza Elementary campus)
- Thurgood Marshall Academic High School (located at the former Pelton Middle School campus)

#### Alternative schools
- Academy of Arts & Sciences (located at the former J. Eugene McAteer High School campus)
- The Ruth Asawa SF School of the Arts (SOTA) (Visual and Performing Arts) (located at the former J. Eugene McAteer High School campus)
- City Arts & Technology (Charter) (located at the Luther Burbank Middle School campus)
- Downtown High School (currently located at the former Patrick Henry Elementary campus)
- Gateway High School (Charter) (located at the former Benjamin Franklin Middle School campus)
- Hilltop High School (County) (located at the former Sunshine School campus)

#### Independence High School
- International Studies Academy (located at the former Enola Maxwell Middle School campus)
- June Jordan School for Equity (Small School) (located at the Luther Burbank Middle School campus)
- Leadership High School (Charter) (currently located within the James Denman Middle School campus)
- Lowell High School (Academic Magnet)
- Metropolitan Arts and Tech High School (Charter) (located at the former Woodrow Wilson High School campus)
- San Francisco International High School
- Ida B. Wells Continuation High School (formerly Alamo Park Continuation High, Louise M. Lombard High)
- Middle schools[edit source | editbeta]Aptos Middle School
- James Denman Middle School
- Everett Middle School
- Francisco Middle School
- Gateway Middle School (Charter) (located on the top floor of the former Pacific Height Elementary)
- A.P. Giannini Middle School
- Herbert Hoover Middle School
- Dr. Martin Luther King, Jr. Academic Middle School
- James Lick Middle School
- Marina Middle School
- Presidio Middle School
- Roosevelt Middle School
- Visitacion Valley Middle School

### K-8 schools
（幼稚園から後の8年教育制学校）
- Buena Vista/Horace Mann Alternative K-8
- Bessie Carmichael/FEC K-8
- Creative Arts Charter
- Lawton Alternative K-8
- Claire Lilienthal Alternative K-8
- Madison Campus (Grades K-2) 3950 Sacramento Street
- Winfield Scott Campus (Grades 3-8) 3630 Divisadero Street
- Paul Revere K-8
- Rooftop Alternative Elementary K-8 (formerly Twin Peaks Elementary)
- Burnett Campus (Grades K-4) 443 Burnett Avenue
- Mayeda Campus (Grades 5-8) 500 Corbett Avenue
- San Francisco Community K-8 (formerly Corbett/Community Elementary and located on Corbett Avenue)
- Alice Fong Yu Alternative K-8 (located at the former Christopher Columbus Elementary)

### K-5 schools
（幼稚園から後の５年制度学校）省略　数は64校

## 以前の学校
省略 数は25校